# Lana Del Rey
Lana Del Rey, artiestennaam van Elizabeth Woolridge Grant (Lake Placid, New York, 21 juni 1985), is een Amerikaans singer-songwriter en model. Haar muziek staat vooral bekend om de glamour en melancholische stijl en de vele verwijzingen naar de popcultuur in de jaren vijftig en zestig in Amerika. 
Het geluid van Del Rey wordt aan vele stijlen toegeschreven en wordt algemeen bestempeld als een soort dreampop of barokpop, gekoppeld aan verschillende vormen van rock, indiemuziek en triphop, en op bepaalde releases vaak rakend aan stijlen als hiphop, trapmuziek en psychedelische rock.
Lana Del Rey wereldwijd heeft meer dan 15 miljoen albums verkocht. Op het streamplatform Spotify behaalde ze inmiddels meer dan 19 miljard streams in totaal. 

## Jeugd
Elizabeth Woolridge Grant is geboren in New York op 21 juni 1985. Haar vader Robert Grant Jr. was succesvol ondernemer en haar moeder, Patricia Grant, lerares. Ze heeft een jongere zus en een jongere broer. Aan moeders en vaders kant heeft ze Schotse roots. Lana Del Rey groeide op in Lake Placid, in New York, en is rooms-katholiek opgevoed. Ze ging naar de katholieke school waar haar moeder lesgaf en zong van jongs af in het kerkkoor.
Nadat Del Rey haar diploma behaalde aan de Kent High School, is ze toegelaten tot de State University of New York. Ze besloot om niet naar de universiteit te gaan en een jaar bij haar oom en tante op Long Island te wonen en als serveerster te werken. In deze periode leerde haar oom haar gitaarspelen en ze realiseerde zich dat ze misschien wel een miljoen liedjes kon schrijven met zes akkoorden. Ze speelde in nachtclubs onder de namen als, 'Sparkle Jump Rope Queen', 'Lizzy Grant and the Phenomena', de namen die ze gebruikte voordat 'Lana Del Rey' ontstond.
Hierna ging ze studeren aan de universiteit van Fordham. Hier haalde ze een master in de filosofie, met een specialisatie in de metafysica. Lana Del Rey zei dat ze zich verbonden voelde met de studie, omdat het de ruimte tussen God en de wetenschap overbrugt. Tijdens haar studie deed Del Rey vrijwilligerswerk bij thuisloze jongeren en drugs- en alcoholverslaafden en ze bouwde en verfde huizen in een Indiaans reservaat in Utah. Ze beschreef deze vrijwilligersreis als cruciaal in haar beslissing om een singer-songwriter te worden – ze vond dat ze twee opties had: muziek maken of vrijwilligerswerk doen voor een goed doel.

## Artiestennaam
Haar artiestennaam zou afkomstig zijn van de Hollywood-actrice Lana Turner en van een model Ford-auto, de Del Rey. Echter, in het tijdschrift Humo van 27 januari 2012 zegt ze dat ze de namen Lana en Del Rey gewoon prachtig vond klinken, maar dat ze niets met de actrice en het automerk te maken hebben. Lizzy Grant, Lana Rey Del Mar, Sparkle Jump Rope Queen, en May Jailer zijn enkele artiestennamen die Lana Del Rey voorheen had. Voordat ze haar huidige naam koos, zong ze al onder deze namen.

## Loopbaan

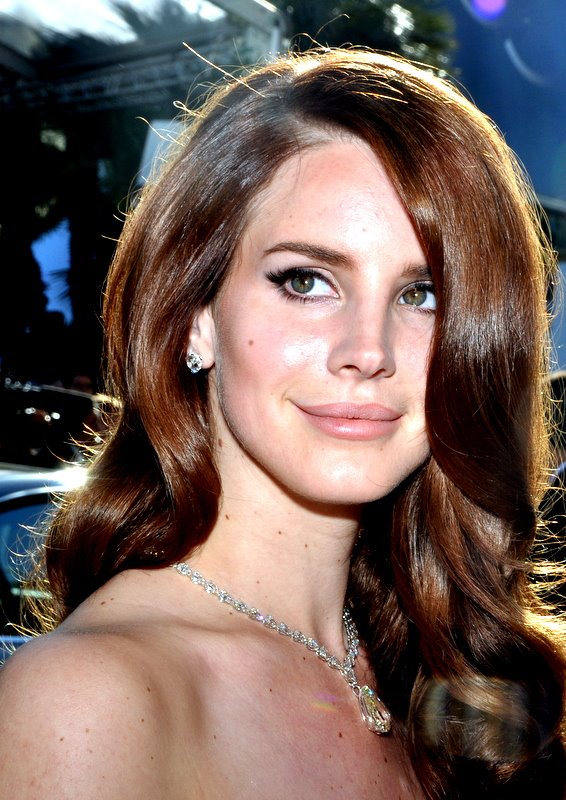
Lana Del Rey in Cannes, 2012.

Lana Del Rey bracht haar debuutsingle uit op YouTube onder de titel: Video Games, die binnen een maand een miljoen hits had en eind 2016 al ruim 136 miljoen keer bekeken is. Een boeking in oktober 2011 voor een show in Londen was binnen een half uur uitverkocht.
Born to Die verscheen als reguliere uitgave welke twaalf tracks bevat, luxe-uitgave met drie extra bonusnummers en op vinyl als dubbel-lp. Op 12 november 2012 verscheen het tweede album, Born to Die – The Paradise Edition. Het album is een tweedelige heruitgave van haar vorige album Born to Die; het eerste deel bestaat uit haar debuutalbum Born to Die, het tweede deel Paradise bevat acht nieuwe nummers. Naast Paradise kondigde Del Rey aan dat ze een korte film zou uitbrengen die de titel Tropico zou dragen. De film werd opgenomen in juni 2013 en werd geregisseerd door Anthony Mandler. Op 22 november 2013 verscheen de eerste trailer. De première vond plaats op 4 december 2013 in het Cinerama Dome in Hollywood. Voor aanvang maakte Del Rey aan het publiek bekend dat haar nieuwe album Ultraviolence zou heten. Later verscheen er op iTunes een ep getiteld Tropico. De ep bevatte de nummers Body Electric, Gods & Monsters en Bel Air.
Op 23 januari 2014 werd bekendgemaakt dat Del Rey het nummer Once Upon A Dream zou coveren voor de film Maleficent. De single werd uitgebracht op 26 januari. In januari van 2014 verscheen ook een album van houseproducer Moodymann, waarop een bewerkte versie van Born To Die staat dat samples gebruikt van het origineel. Op 14 april 2014 bracht zij West Coast uit, de eerste single uit van haar nieuwe album Ultraviolence. Del Rey bracht op 23 mei drie nummers op het huwelijk van Kim Kardashian en Kanye West in het paleis van Versailles. Kanye speelde al eerder het nummer Young & Beautiful tijdens het huwelijksaanzoek. Shades Of Cool, de tweede single, kwam uit op 26 mei 2014. De derde single Ultraviolence kwam er op 4 juni. Op 8 juni verscheen de vierde single, Brooklyn Baby. Het album zelf kwam uit op 13 juni 2014 en stond op nummer 1 in 12 landen. Van het album werden in de eerste week wereldwijd 880.000 exemplaren verkocht.

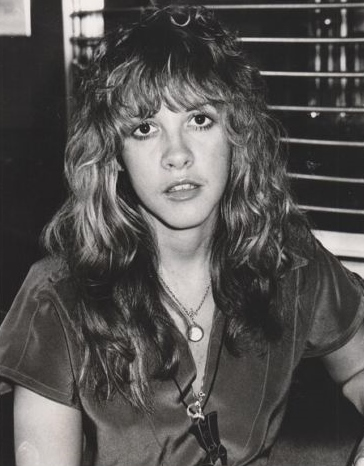
Stevie Nicks in 1977. Ze maakte samen met Lana 'Beautiful People, Beautiful Problems' en is daarmee een van de vele artiesten waarmee Lana al samenwerkte.

In december 2014 vertelde Del Rey in een interview dat ze werkte aan een nieuw album. In januari 2015 werd het eerste liedje van het album bekendgemaakt: Music To Watch Boys To en die maand nog nam ze Life Is Beautiful op, gemaakt voor The Age of Adaline, een film met Blake Lively. In juni 2015 bevestigde ze in een interview met Billboard dat het nieuwe album Honeymoon zal heten. Het album verscheen uiteindelijk op 18 september 2015. Honeymoon werd heel positief ontvangen, sommigen noemen het zelfs een tijdloos album. Het album verscheen als de gewone cd-uitgave, op vinyl (de gewone vinyl, Limited Edition Red Vinyl en een Urban Outfitters Limited Edition Vinyl) en in een speciale box set met extra albumfotografie. Haar vierde studioalbum bracht drie nieuwe singles met zich mee: High By The Beach, Music To Watch Boys To en Freak.
In oktober 2015 liet Del Rey weten dat ze mogelijke plannen had voor een volgend album. In februari 2017 kwam de eerste single Love uit, evenals de gelijknamige videoclip. Op 29 maart 2017 werd de albumtrailer voor haar nieuwe album Lust for Life op YouTube gepubliceerd. De album cover maakte Del Rey bekend via social media op 11 april. De titeltrack van het album, dat Del Rey samen met The Weeknd heeft gemaakt, werd op 19 april 2017 uitgebracht.
Dit vijfde studioalbum – met de titel Lust for Life – kwam uit op 21 juli 2017. Het bevat 16 tracks waaronder samenwerkingen met  Stevie Nicks, Sean Ono Lennon, Playboi Carti, en A$AP Rocky. Na de release van Lust for Life kondigde Lana Del Rey een nieuwe wereldtournee aan, LA to the Moon. De tournee begon op 5 februari 2018 en trok door Noord-Amerika, Zuid-Amerika, Australië en eindigde met enkele shows in Europa op 10 augustus  2018.

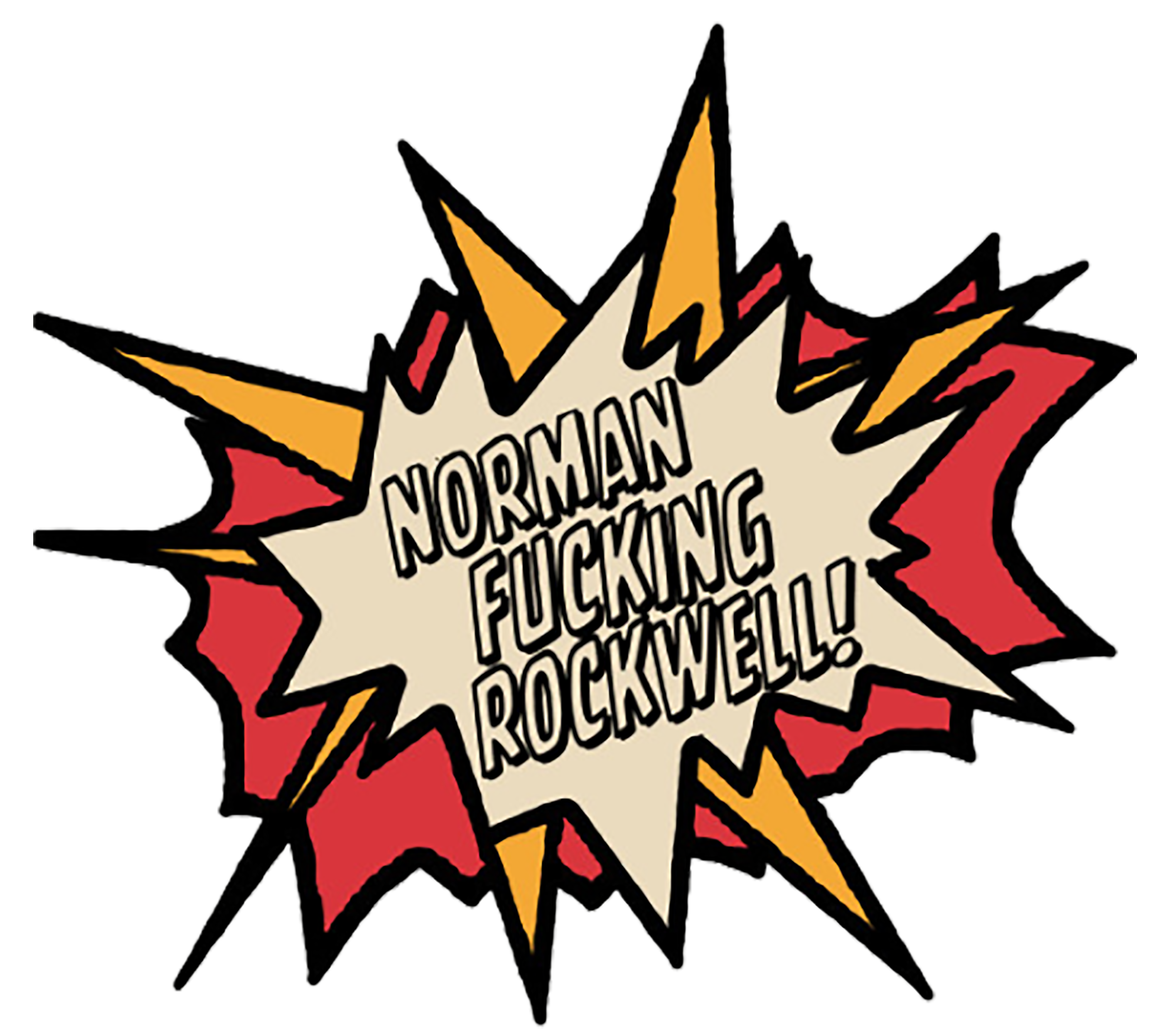
Het herkenbare logo van Lana's album 'Norman Fucking Rockwell!"

In september 2018 kondigde Del Rey aan dat ze werkt aan een nieuw album, dat de titel Norman Fucking Rockwell! zal krijgen. De maand erna kwamen er twee songs van het nieuwe album uit: Mariners Apartment Complex en Venice Bitch. Vier maanden daarna werd Hope is a dangerous thing for a woman like me to have - But I have it ook uitgebracht. Voor dit zesde studioalbum werkte ze samen met Jack Antonoff, bekend van zijn samenwerkingen met Taylor Swift en Lorde. Op 17 mei 2019 bracht Del Rey een cover uit van Sublime song "Doin' Time", als onderdeel van hun documentaire die ze op het Tribeca Film Festival vertoonden. Het nummer werd al snel een hit. Op 13 september 2019 kwam in samenwerking met Ariana Grande en Miley Cyrus het nummer 'Don't Call Me Angel (Charlie's Angels)' voor de film Charlie's Angels uit met videoclip.
In augustus 2019 is Lana Del Rey al begonnen met het schrijven van haar volgende album 'Chemtrails Over The Country Club' (voormalig 'White Hot Forever'), deze verscheen in maart 2021. Voor dit studioalbum werkte ze weer samen met producent Jack Antonoff.
In december 2019 laat Lana weten bezig te zijn met een gesproken poëziealbum genaamd 'Violet Bent Backwards Over the Grass' die in 2020 moet verschijnen. Ze vertelde in een video op Instagram dat ze de plaat voor ongeveer 1 dollar (ongeveer 0,89 euro) per exemplaar op de markt wil brengen en de helft van de opbrengst wil doneren aan goede doelen die zich inzetten voor de rechten van inheemse Amerikanen.
In mei 2020 kondigt ze aan al bezig te zijn met nog een poëziealbum dat een jaar later moet verschijnen met als naam 'behind the iron gates – insights from an institution', volgens Lana zal het boek “meer details geven over haar gevoelens”. Op 24 mei 2020 deelt Lana haar eerst poëzietrack 'patent leather do-over', met muziek geschreven door co-producer van Norman Fucking Rockwell! Jack Antonoff.

## Privé

### Relaties
Del Rey staat erom bekend vele persoonlijke verhalen in haar songteksten te verwerken. Zo zingt ze in haar lied Wildflower Wildlife over de slechte relatie met haar moeder: "My father never stepped in when his wife would rage at me". Ook in haar lied My Momma zingt ze "Me and my momma, we don’t get along". In het nummer Black Bathing Suit zingt ze "I'm not friends with my mother but still love my dad". En in haar gedicht LA Who Am I to Love You schrijft ze: "I never had a mother; will you let me make the sun my own for now…?". Ook vertelt ze in haar nummer Fingertips over meerdere sleutelmomenten in haar geheugen die haar hebben gemaakt tot wie ze is, bijvoorbeeld het overlijden van haar voormalig vriendje en familieleden, de mishandeling van haar moeder, drugsmisbruik en zelfs haar zelfmoordpoging. 
Del Rey trouwde in 2024 met alligatorgids Jeremy Dufrene.

### Politiek
In het verleden uitte Lana Del Rey haar politieke meningen al verschillende keren via haar socialemediakanalen. Toen ze in 2020 door een een X-gebruiker werd beschuldigd om tijdens de verkiezingen op D. Trump te hebben gestemd, reageerde de zangeres: "Go. Fu*k. Yourself.". Dat was niet de eerste keer dat ze kritisch was over Trump. Zo reageerde ze kritisch op een Instagram-post van Ye, die een pet van Trump's campagne droeg: "[ ...] Als je denkt dat het OK is om een vrouw bij de p**** te grijpen alleen maar omdat hij beroemd is, dan heb je net zo hard een interventie nodig als hij [ ...]."  Hiermee verwees ze naar een bekende uitspraak van Trump, opgenomen in de aanloop naar de Amerikaanse verkiezingen in 2016. 

## Optredens

### België
Del Rey was op 29 juni 2012 te zien op Rock Werchter, waarna ze met haar Paradise Tour opnieuw verscheen op 31 mei 2013 in Vorst Nationaal te Brussel. Op 9 juli 2016 was ze te zien op TW Classic, met achtergrondzangers en -dansers. Naar aanleiding van de LA to the Moon-tournee van haar nieuwe album Lust for Life, kwam ze op 17 april 2018 naar het Sportpaleis in Antwerpen.

### Nederland

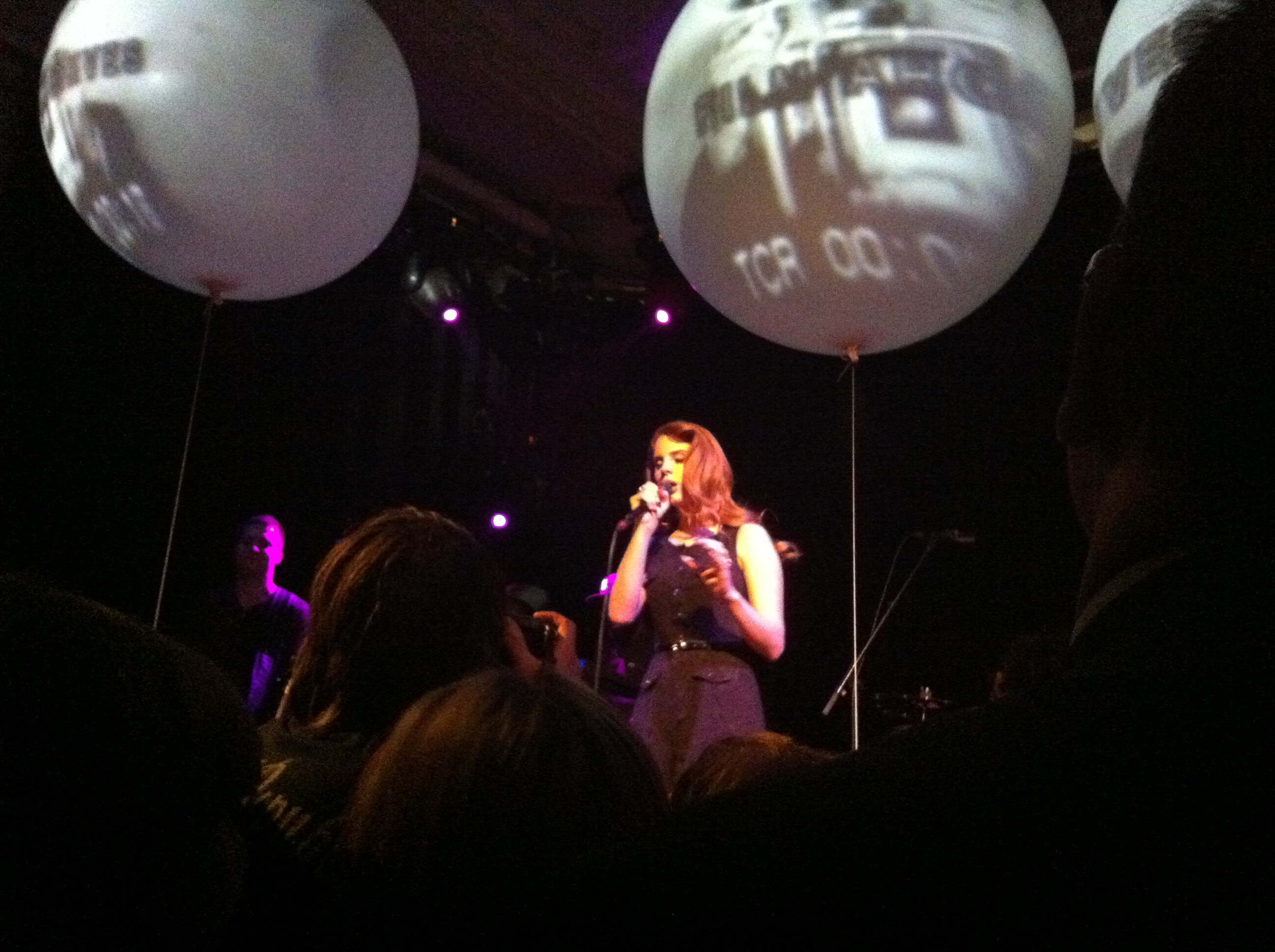
Lana Del Rey tijdens een optreden te Amsterdam.

Del Rey trad op 10 november 2011 op in Paradiso, waar ze acht nummers van haar album Born to Die uitvoerde. Daarnaast voerde ze op 11 november 2011 in De Wereld Draait Door live haar single Video Games uit. Op 24 november 2012 bracht ze in Langs de Leeuw van Paul de Leeuw haar nummer Ride van het album Born to Die: The Paradise Edition live ten gehore. Op 29 mei 2013 gaf ze een optreden in de Heineken Music Hall te Amsterdam. Op vrijdag 21 februari 2020 zou Lana del Rey in de Ziggo Dome in Amsterdam optreden naar aanleiding van haar nieuwe album Norman Fucking Rockwell!, deze werd afgelast wegens ziekte. Na tien jaar niet in Nederland te zijn geweest, trad Del Rey dinsdag 4 juli 2023 op in de Ziggo Dome in Amsterdam. Dit concert werd slechts één week van tevoren aangekondigd en was 10 minuten na de start van de kaartverkoop uitverkocht.

### Israël
Op 1 september 2018 twitterde Del Rey dat haar optreden op het Meteor Festival in een kibboets in Noord-Israël niet zou doorgaan. Zij had besloten pas in Israël te zullen optreden als zij ook een optreden in Palestina kon verzorgen. Het is belangrijk voor mij om ...al mijn fans gelijk te behandelen, stelde ze.

## Discografie

### Invloeden

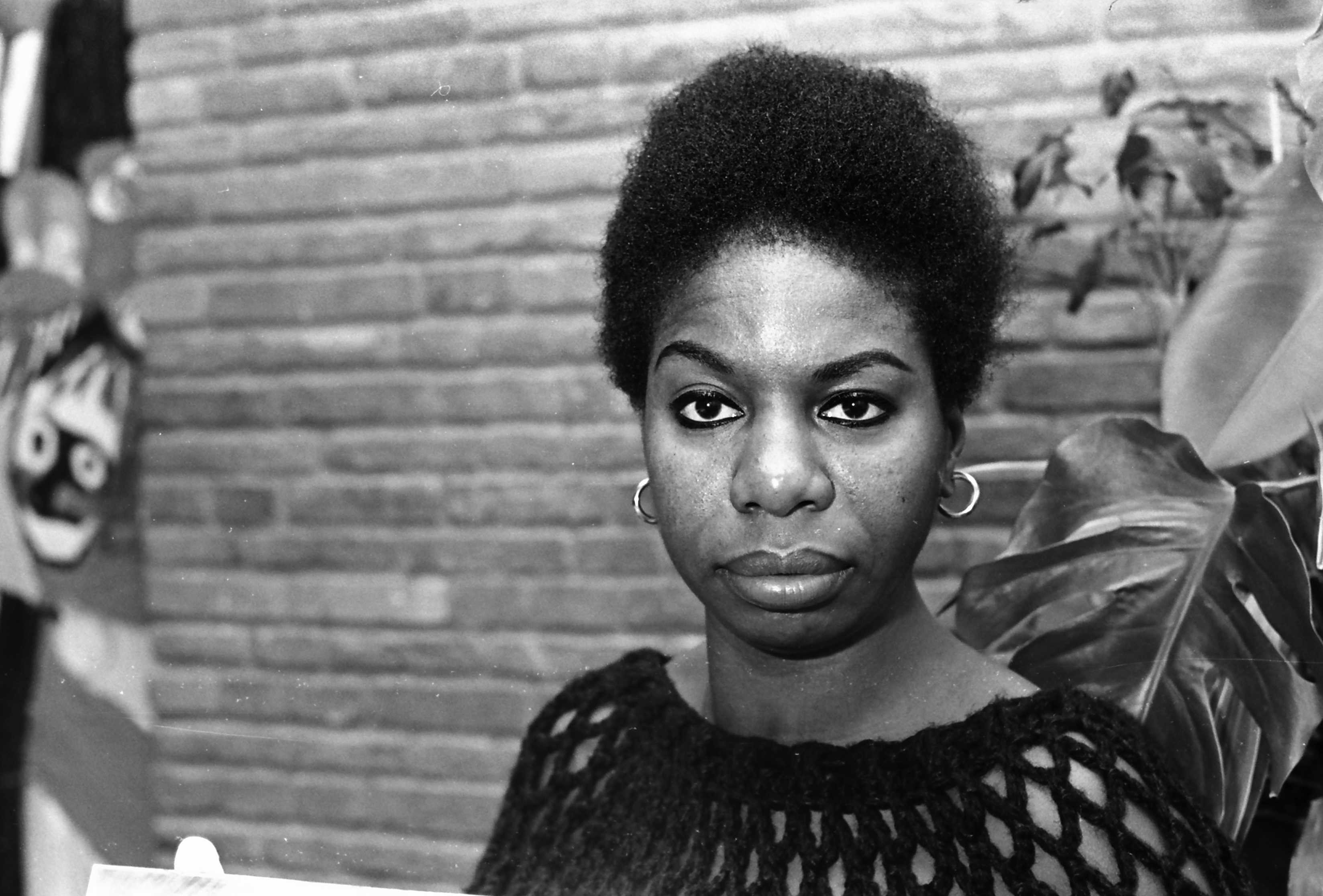
Nina Simone.

Del Rey noemt een breed scala aan muzikale artiesten als invloeden, waaronder talloze pop-, jazz- en bluesartiesten uit het midden van de twintigste eeuw, zoals Andrew Lloyd Webber, Frank Sinatra, Nina Simone, Billie Holiday, Bobby Vinton, The Crystals, en Miles Davis. "[I really] just like the masters of every genre", vertelde ze in 2012 aan BBC-radiopresentator Jo Whiley, waarbij ze specifiek Nirvana, Bob Dylan, Frank Sinatra en Elvis Presley noemde
Verschillende rock- en popmuzikanten en groepen uit de late twintigste eeuw hebben Del Rey ook geïnspireerd, zoals Bruce Springsteen, Britney Spears, singer-songwriter Lou Reed, en rockband The Eagles, evenals volksmuzikanten, zoals Leonard Cohen en Joan Baez. Del Rey heeft ook hedendaagse artiesten genoemd, zoals singer-songwriter Cat Power, Hole-frontvrouw Courtney Love, rapper Eminem en singer-songwriter Amy Winehouse als artiesten waar ze naar opkijkt. Del Rey heeft de soundtrack van American Beauty aangehaald als gedeeltelijke inspiratie voor haar album Born to Die (2012).
Geïnspireerd door poëzie noemt Del Rey Walt Whitman en Allen Ginsberg als belangrijke factoren voor haar songwriting.

### Albums
- Sirens (2006)

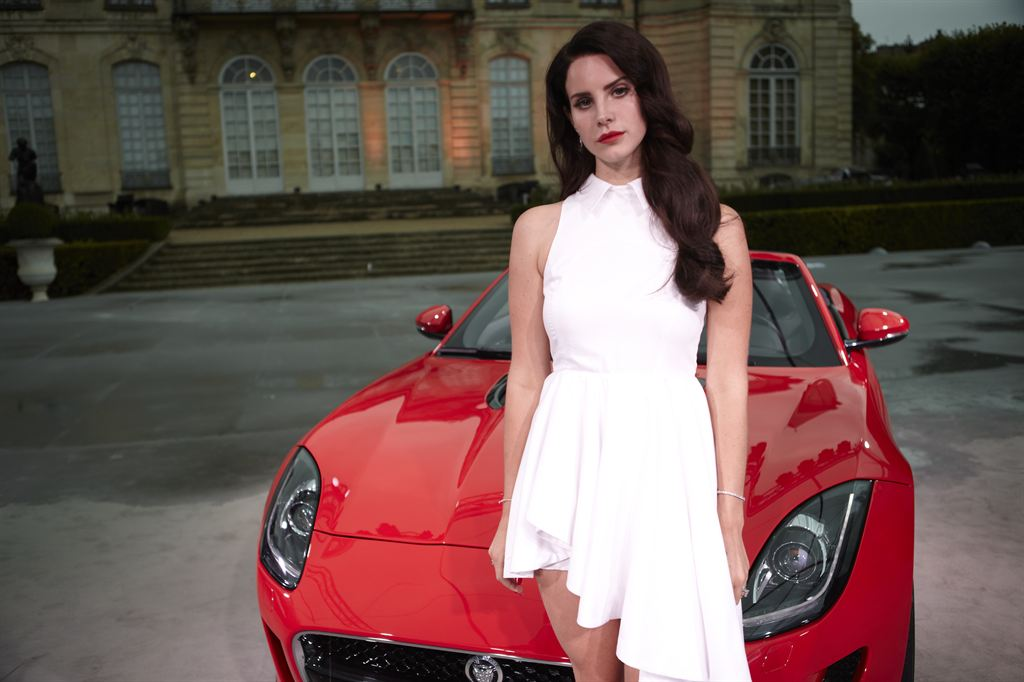
Lana Del Rey releaset een videoclip voor haar lied 'Burning Desire' in 2013.

- Lana Del Ray a.k.a. Lizzy Grant (4 januari 2010)
- Born to Die (27 januari 2012)
- Born to Die - The Paradise Edition (9 november 2012)
- Ultraviolence (13 juni 2014)
- Honeymoon (18 september 2015)
- Lust for Life (21 juli 2017)
- Norman Fucking Rockwell! (30 augustus 2019)
- Chemtrails over the Country Club (2021)[12][13]
- Blue Banisters (15 oktober 2021)[14]Lana Del Rey, mei 2024.

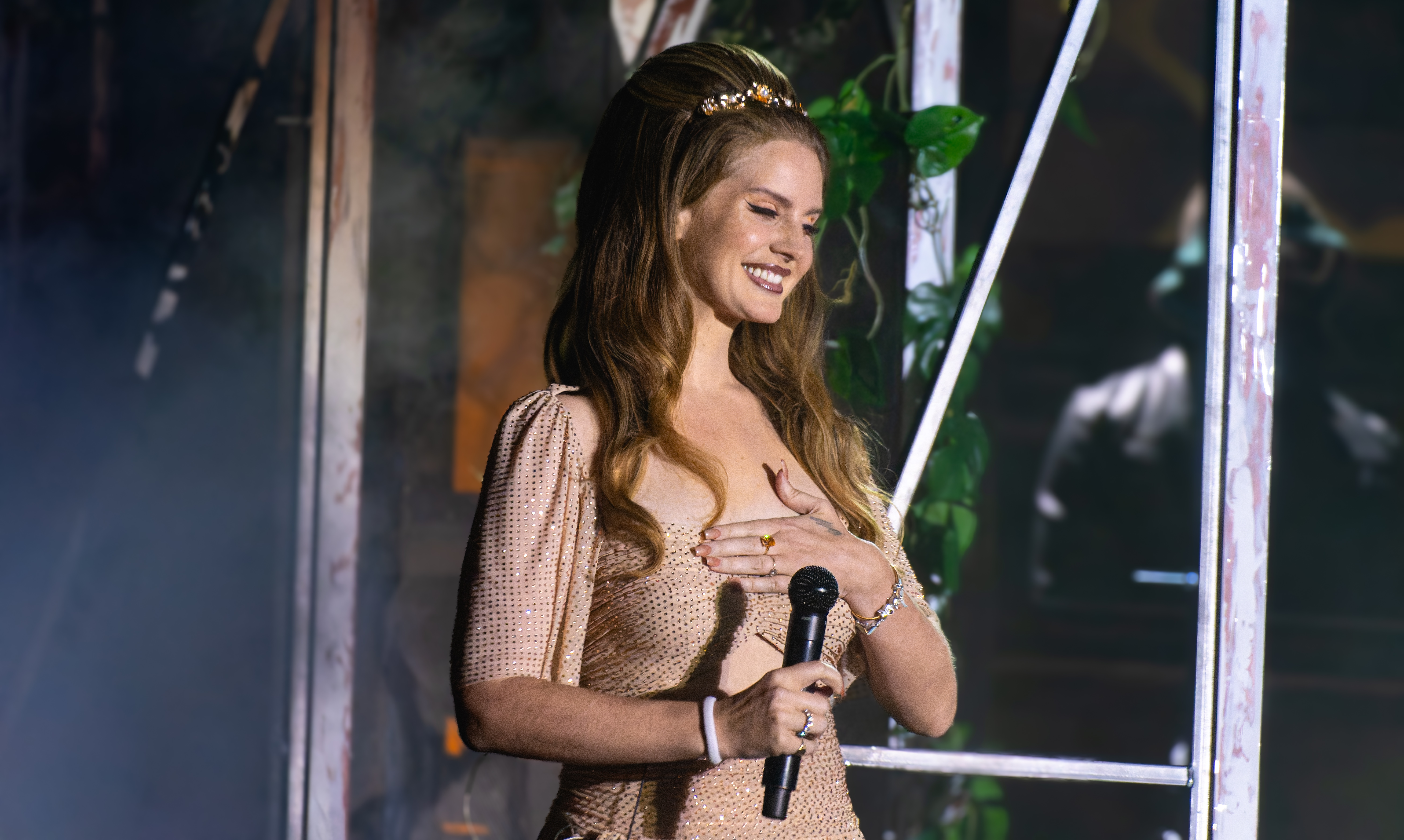
Lana Del Rey, mei 2024.

- Did You Know That There's a Tunnel Under Ocean Blvd (2023)

### Ep's
- Kill Kill (21 oktober 2008)
- Lana Del Ray (10 januari 2012)
- Paradise (9 november 2012)
- Tropico (6 december 2013)

### Albums
| Album met eventuele hitnotering(en) in de Nederlandse Album Top 100 | Datum van verschijnen | Datum van binnenkomst | Hoogste positie | Aantal weken | Opmerkingen |
| ------------------------------------------------------------------- | --------------------- | --------------------- | --------------- | ------------ | ----------- |
| Lana Del Ray a.k.a. Lizzy Grant                                     | 04-01-2010            | -                     | -               | -            |             |
| Born to Die                                                         | 27-01-2012            | 04-02-2012            | 2               | 69*          |             |
| Born to Die – The Paradise Edition                                  | 09-11-2012            | 17-11-2012            | 15              | 14           |             |
| Ultraviolence                                                       | 13-06-2014            | 21-06-2014            | 5               | 12           |             |
| Honeymoon                                                           | 18-09-2015            | 26-09-2015            | 5               | 9            |             |
| Lust for Life                                                       | 21-07-2017            | 29-07-2017            | 6               | 15           |             |
| Norman Fucking Rockwell!                                            | 30-08-2019            | 07-09-2019            | 4               | 37*          |             |
| Chemtrails over the Country Club                                    | 19-03-2021            | 27-03-2021            | 2               | 8            |             |
| Blue Banisters                                                      | 22-10-2021            | 30-10-2021            | 1(1wk)          | 4            |             |
| Did You Know That There's a Tunnel Under Ocean Blvd                 | 24-03-2023            | 01-04-2023            | 1(1wk)          | 2*           |             |

| Album met hitnotering(en) in de Vlaamse Ultratop 200 albums | Datum van verschijnen | Datum van binnenkomst | Hoogste positie | Aantal weken | Opmerkingen |
| ----------------------------------------------------------- | --------------------- | --------------------- | --------------- | ------------ | ----------- |
| Born to Die                                                 | 2012                  | 04-02-2012            | 2               | 268*         | Platina     |
| Born to Die – The Paradise Edition                          | 2012                  | 17-11-2012            | 6               | 43           |             |
| Ultraviolence                                               | 2014                  | 28-06-2014            | 1(1wk)          | 124*         |             |
| Honeymoon                                                   | 2015                  | 26-09-2015            | 2               | 15           |             |
| Lust for Life                                               | 2017                  | 29-07-2017            | 4               | 68           |             |
| Norman Fucking Rockwell!                                    | 2019                  | 07-09-2019            | 2               | 245*         | Goud        |
| Violet Bent Backwards over the Grass                        | 2020                  | 10-10-2020            | 89              | 2            | Luisterboek |
| Chemtrails over the Country Club                            | 2021                  | 27-03-2021            | 2               | 20           |             |
| Blue Banisters                                              | 2021                  | 31-10-2021            | 4               | 15           |             |
| Did You Know That There's a Tunnel Under Ocean Blvd         | 2023                  | 01-04-2023            | 1(1wk)          | 69*          |             |

### Singles
| Single met eventuele hitnotering(en) in de Nederlandse Top 40         | Datum van verschijnen | Datum van binnenkomst | Hoogste positie | Aantal weken | Opmerkingen                                                   |
| --------------------------------------------------------------------- | --------------------- | --------------------- | --------------- | ------------ | ------------------------------------------------------------- |
| Video Games                                                           | 05-09-2011            | 22-10-2011            | 11              | 14           | Nr. 3 in de Single Top 100                                    |
| Born to Die                                                           | 09-01-2012            | -                     | -               | -            | Nr. 89 in de Single Top 100                                   |
| Blue Jeans                                                            | 26-03-2012            | -                     | tip 14          | -            |                                                               |
| National Anthem                                                       | 04-06-2012            | -                     | -               | -            |                                                               |
| Summertime Sadness                                                    | 13-07-2012            | -                     | -               | -            |                                                               |
| Ride                                                                  | 01-10-2012            | -                     | -               | -            |                                                               |
| Blue Velvet                                                           | 15-10-2012            | -                     | -               | -            |                                                               |
| Dark Paradise                                                         | 01-03-2013            | -                     | -               | -            |                                                               |
| Summertime Sadness (Cedric Gervais remix)                             | 04-03-2013            | -                     | tip 10          | -            | Cedric Gervais remix / Nr. 53 in de Single Top 100            |
| Young and Beautiful                                                   | 22-04-2013            | -                     | -               | -            | Nr. 79 in de Single Top 100                                   |
| Once Upon A Dream                                                     | 27-01-2014            | -                     | -               | -            |                                                               |
| West Coast                                                            | 14-04-2014            | -                     | tip 16          | -            |                                                               |
| Shades of Cool                                                        | 26-05-2014            | -                     | -               | -            |                                                               |
| Ultraviolence                                                         | 06-06-2014            | -                     | -               | -            |                                                               |
| Brooklyn Baby                                                         | 13-06-2014            | -                     | -               | -            | Nr. 87 in de Single Top 100                                   |
| Wait for Life                                                         | 20-02-2015            | -                     | -               | -            | met Emile Haynie                                              |
| High by the Beach                                                     | 10-08-2015            | -                     | -               | -            |                                                               |
| Prisoner                                                              | 28-08-2015            | -                     | -               | -            | met The Weeknd                                                |
| Music to Watch Boys To                                                | 11-09-2015            | -                     | -               | -            |                                                               |
| Stargirl Interlude                                                    | 25-11-2016            | -                     | -               | -            | met The Weeknd/ Nr. 93 in de Single Top 100                   |
| Love                                                                  | 17-02-2017            | -                     | -               | -            |                                                               |
| Lust for Life                                                         | 17-04-2017            | -                     | -               | -            | met The Weeknd                                                |
| Summer Bummer                                                         | 14-07-2017            | -                     | -               | -            | met A$AP Rocky & Playboi Carti                                |
| Groupie Love                                                          | 28-07-2017            | -                     | -               | -            | met A$AP Rocky                                                |
| White Mustang                                                         | 15-09-2017            | -                     | -               | -            |                                                               |
| God Save Our Young Blood                                              | 05-01-2018            | -                     | -               | -            | met Børns                                                     |
| You Must Love Me                                                      | 09-03-2018            | -                     | -               | -            | met Andrew Lloyd Webber                                       |
| Woman                                                                 | 17-08-2018            | -                     | -               | -            | met Cat Power                                                 |
| Mariners Apartment Complex                                            | 14-09-2018            | -                     | -               | -            |                                                               |
| Venice Bitch                                                          | 18-09-2018            | -                     | -               | -            |                                                               |
| Hope Is a Dangerous Thing for a Woman Like Me to Have - but I Have It | 11-01-2019            | -                     | -               | -            |                                                               |
| Doin' Time                                                            | 17-05-2019            | -                     | -               | -            |                                                               |
| Looking for America                                                   | 09-08-2019            | -                     | -               | -            |                                                               |
| Season of the Witch                                                   | 09-08-2019            | -                     | -               | -            |                                                               |
| Fuck It I Love You                                                    | 23-08-2019            | -                     | -               | -            |                                                               |
| The Greatest                                                          | 13-09-2019            | -                     | -               | -            |                                                               |
| Don't Call Me Angel                                                   | 13-09-2019            | 21-09-2019            | 28              | 3            | met Ariana Grande & Miley Cyrus / Nr. 27 in de Single Top 100 |
| Hallucinogenics                                                       | 25-09-2020            | -                     | -               | -            | met Matt Maeson                                               |
| Let Me Love You like a Woman                                          | 16-10-2020            | -                     | -               | -            |                                                               |
| Chemtrails over the Country Club                                      | 15-01-2021            | -                     | -               | -            |                                                               |
| White Dress                                                           | 19-03-2021            | -                     | -               | -            |                                                               |
| Tulsa Jesus Freak                                                     | 02-04-2021            | -                     | -               | -            |                                                               |
| Blue Banisters                                                        | 21-05-2021            | -                     | -               | -            |                                                               |
| Secret Life                                                           | 30-07-2021            | -                     | -               | -            | met Bleachers                                                 |
| Arcadia                                                               | 08-09-2021            | -                     | -               | -            |                                                               |
| Watercolor Eyes                                                       | 13-05-2022            | -                     | -               | -            |                                                               |
| Snow on the Beach                                                     | 21-10-2022            | -                     | -               | -            | met Taylor Swift / Nr. 25 in de Single Top 100                |
| Did You Know That There's a Tunnel Under Ocean Blvd                   | 07-12-2022            | -                     | -               | -            |                                                               |
| A&W                                                                   | 17-02-2023            | -                     | -               | -            |                                                               |
| The Grants                                                            | 14-03-2023            | -                     | -               | -            |                                                               |

| Single met hitnotering(en) in de Vlaamse Ultratop 50                  | Datum van verschijnen | Datum van binnenkomst | Hoogste positie | Aantal weken | Opmerkingen                          |
| --------------------------------------------------------------------- | --------------------- | --------------------- | --------------- | ------------ | ------------------------------------ |
| Video Games                                                           | 2011                  | 22-10-2011            | 2               | 29           | Nr. 1 in de Radio 2 Top 30 / Platina |
| Born to Die                                                           | 2012                  | 21-01-2012            | 14              | 9            |                                      |
| Blue Jeans                                                            | 2012                  | -                     | tip 6           | -            |                                      |
| National Anthem                                                       | 2012                  | -                     | tip 40          | -            |                                      |
| Summertime Sadness                                                    | 2012                  | 15-09-2012            | 15              | 17           | Goud                                 |
| Ride                                                                  | 2012                  | -                     | tip 3           | -            |                                      |
| Young and Beautiful                                                   | 2013                  | 01-06-2013            | 34              | 3            |                                      |
| West Coast                                                            | 2014                  | -                     | tip 4           | -            |                                      |
| Ultraviolence                                                         | 2014                  | -                     | tip 34          | -            |                                      |
| High by the Beach                                                     | 2015                  | 15-08-2015            | 46              | 2            |                                      |
| Love                                                                  | 2017                  | 18-03-2017            | 41              | 1            |                                      |
| Lust for Life                                                         | 2017                  | -                     | tip 17          | -            | met The Weeknd                       |
| Summer Bummer                                                         | 2017                  | -                     | tip             | -            | met A$AP Rocky & Playboi Carti       |
| White Mustang                                                         | 2017                  | -                     | tip 35          | -            |                                      |
| Woman                                                                 | 2018                  | -                     | tip             | -            | met Cat Power                        |
| Mariners Apartment Complex                                            | 2018                  | -                     | tip 35          | -            |                                      |
| Hope Is a Dangerous Thing for a Woman Like Me to Have - but I Have It | 2019                  | -                     | tip 31          | -            |                                      |
| Doin' Time                                                            | 2019                  | -                     | tip 14          | -            |                                      |
| Looking for America                                                   | 2019                  | -                     | tip             | -            |                                      |
| Fuck It I Love You                                                    | 2019                  | -                     | tip 17          | -            |                                      |
| Don't Call Me Angel                                                   | 2019                  | 21-09-2019            | 28              | 4            | met Ariana Grande & Miley Cyrus      |
| Hallucinogenics                                                       | 2020                  | -                     | tip             | -            | met Matt Maeson                      |
| Let Me Love You Like a Woman                                          | 2020                  | -                     | tip 6           | -            |                                      |
| Chemtrails over the Country Club                                      | 2021                  | -                     | tip 5           | -            |                                      |
| Tulsa Jesus Freak                                                     | 2021                  | -                     | tip 46          | -            |                                      |
| Blue Banisters                                                        | 2021                  | -                     | tip             | -            |                                      |
| Snow on the Beach                                                     | 2022                  | 29-10-2022            | 50              | 1            | met Taylor Swift                     |

### NPO Radio 2 Top 2000
| Nummers met noteringen in de NPO Radio 2 Top 2000 | '12 | '13 | '14 | '15 | '16 | '17 | '18 | '19 | '20 | '21 | '22  | '23  | '24  |
| ------------------------------------------------- | --- | --- | --- | --- | --- | --- | --- | --- | --- | --- | ---- | ---- | ---- |
| Doin' Time                                        | ×   | ×   | ×   | ×   | ×   | ×   | ×   | -   | -   | -   | 1786 | 1256 | 1602 |
| Radio                                             | -   | -   | -   | -   | -   | -   | -   | -   | -   | -   | -    | -    | 1504 |
| Video Games                                       | 371 | 465 | 578 | 575 | 768 | 700 | 585 | 423 | 615 | 593 | 441  | 263  | 268  |

1. ↑  Een '-' betekent dat het nummer niet was genoteerd, een '×' betekent dat het nummer nog niet was uitgebracht en een vetgedrukt getal geeft de hoogste notering van een nummer aan.
2. ↑  2012 was het eerste jaar met een notering voor Lana Del Rey.

## Tournees
- Born to Die Tour (2011–2012)
- Paradise Tour (2013)
- The Endless Summer Tour (2015)
- Festival Tour (2016)
- Lust for Life Promotional Tour
- LA to the Moon Tour (2018)
- Festival Tour (2019)

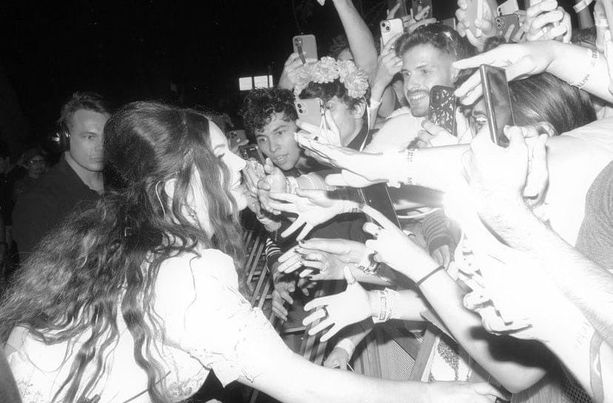
Lana Del Rey op het MITA Festival 2023 in São Paulo

- Norman Fucking Rockwell! Tour (2019/2020)
- Did You Know That There’s a Tunnel Under Ocean Blvd Promotional Tour (2023)

## Korte film Tropico
Op 4 december 2013 bracht Del Rey een korte film uit, getiteld Tropico. Haar passie voor film en filmmuziek vormde de oorsprong voor dit project. Ook was deze film het einde van Born to Die: The Paradise Edition en een afgesloten hoofdstuk voor Del Rey voor ze aan haar nieuwe album Ultraviolence kon beginnen.
De film is gebaseerd op het Bijbels verhaal van Adam en Eva in de Hof van Eden. Hij duurt een halfuur en bevat drie liedjes van haar vorige album: Body Electric, Gods & Monsters en Bel Air. De rol van Adam was weggelegd voor model Shaun Ross en die van Eva voor Del Rey zelf. Ze speelde ook de rol van Maria. Jezus, Marilyn Monroe en Elvis Presley kwamen ook aan bod in dit verhaal.

## Publicatie
- Violet Bent Backwards over the Grass (2020); Simon & Schuster, New York.